# Jolanta Brzeska

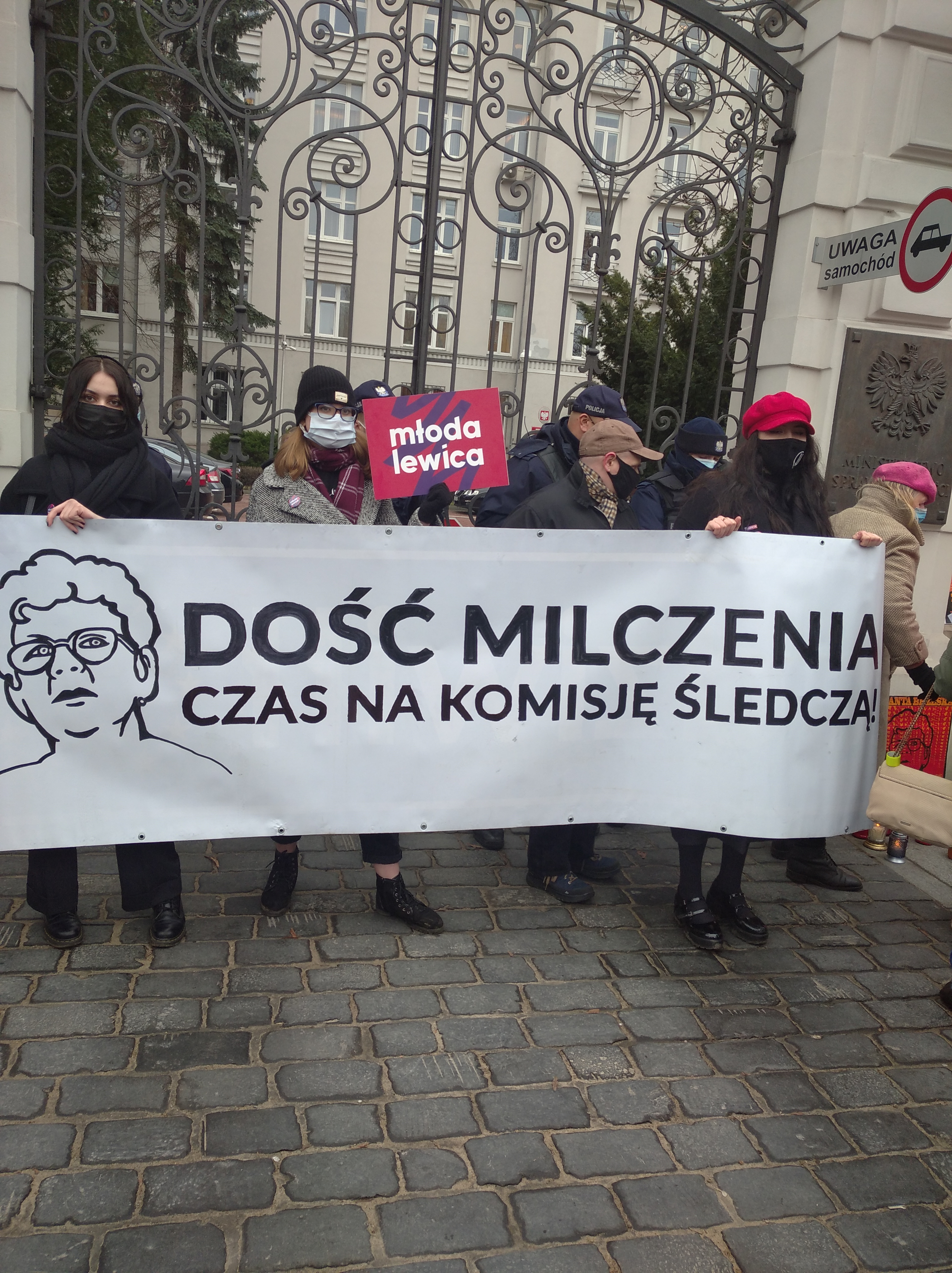
Demonstracja przed Ministerstwem Sprawiedliwości w dziesiątą rocznicę śmierci Jolanty Brzeskiej – 1 marca 2021.

Jolanta Brzeska z domu Krulikowska (ur. 25 stycznia 1947 w Warszawie, zm. 1 marca 2011 tamże) – polska działaczka społeczna zaangażowana w obronę eksmitowanych lokatorów. Po śmierci Jolanty Brzeskiej jej wizerunek zaczął być wykorzystywany przez przedstawicieli ruchu lokatorskiego jako symbol walki przeciw eksmisjom, zaś sama jej postać stała się inspiracją dla powstania tekstów kultury.

## Życiorys

### Życie prywatne
Urodziła się w Warszawie, jako córka Franciszka Krulikowskiego i Jadwigi Krulikowskiej z domu Urbańska. W 1962 ukończyła Liceum Ogólnokształcące im. Antoniego Dobiszewskiego. W grudniu 1967 poślubiła Kazimierza Brzeskiego (ur. 10 stycznia 1941 w Drobinie, zm. 14 grudnia 2007 w Warszawie). Mieli córkę Magdalenę. Naukę kontynuowała po zamążpójściu i ukończyła ją, zdając maturę w 1970. Pracowała w firmach wydawniczych, a ostatnim miejscem jej pracy był Instytut Techniki Cieplnej Politechniki Warszawskiej. Od 2002 Jolanta Brzeska uczestniczyła w zajęciach Uniwersytetu Trzeciego Wieku.

### Działalność społeczna
W 2006, decyzją reprywatyzacyjną Mirosława Kochalskiego, kamienica przy ulicy Nabielaka 9 w Warszawie, w której mieszkała Brzeska, przeszła pod własność spadkobierców dawnych właścicieli. W maju 2006 pełnomocnik spadkobierców jednostronnie rozwiązał umowę najmu kwaterunkowego i po raz pierwszy podniósł czynsz. Małżonkowie Brzescy wraz z innymi rodzinami w podobnej sytuacji powołali Warszawskie Stowarzyszenie Lokatorów. W 2007 stowarzyszenie zostało oficjalnie zarejestrowane i odtąd skupia osoby zamieszkujące w budynkach zwróconych potomkom dawnych właścicieli, a które są zagrożone eksmisją. Jolanta Brzeska kilkukrotnie otrzymywała podwyżkę czynszu, który przekraczał jej emeryturę. Za niepłacenie czynszu w pełnej wysokości otrzymała nakaz eksmisji. Pełnomocnik właścicieli kilkukrotnie próbował zająć jej mieszkanie, a proponowane przez niego sposoby ugody nigdy nie doczekały się realizacji.
Jolanta Brzeska uczestniczyła w protestach związanych z realizacją wyroków eksmisyjnych. Udzielała wsparcia moralnego oraz służyła samodzielnie zdobytą wiedzą prawną. Prowadziła też rejestr spraw eksmisyjnych, ich postępu i przebiegu. Często uczestniczyła w obradach warszawskiej Rady Miasta, domagając się przyjęcia i realizacji postulatów związanych z obroną lokatorów.

### Śmierć
1 marca 2011 Jolanta Brzeska opuściła mieszkanie, nie zabierając z niego m.in. torebki i telefonu. Cztery dni później, córka zgłosiła jej zaginięcie na komendzie policji. Sześć dni po opuszczeniu przez nią mieszkania połączono zgłoszenie zaginięcia ze znalezieniem przez spacerowicza spalonych zwłok kobiecych. Badania genetyczne potwierdziły, że zwęglone ciało należało do Jolanty Brzeskiej. Sekcja wykazała, że bezpośrednią przyczyną śmierci był wstrząs termiczny, podtrucie tlenkiem węgla oraz rozległe oparzenia ciała powstałe w wyniku podpalenia naftą.
Pogrzeb Jolanty Brzeskiej odbył się 3 stycznia 2012 na Komunalnym Cmentarzu Południowym.

## Śledztwo

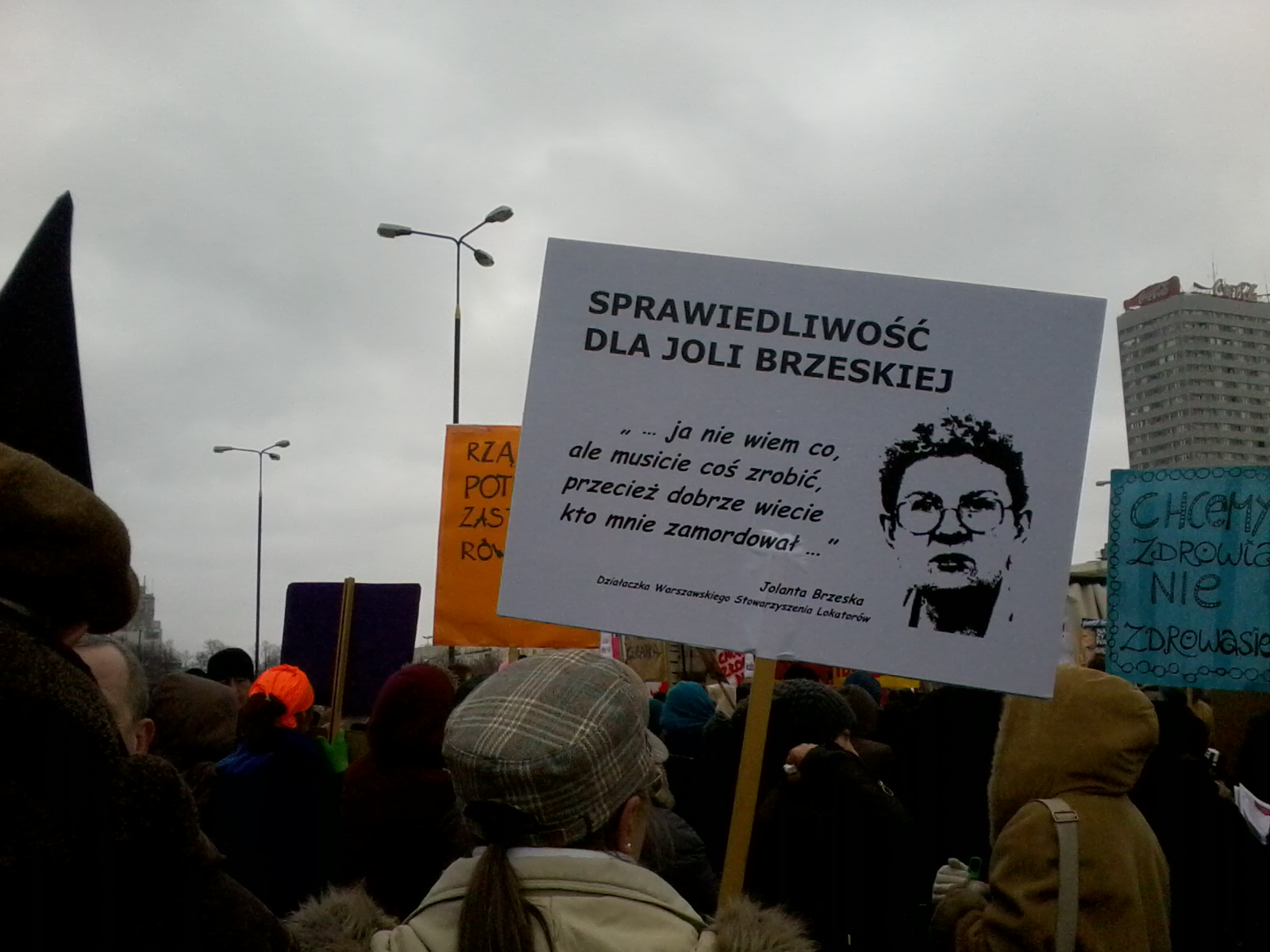
Transparent domagający się wyjaśnienia zabójstwa Jolanty Brzeskiej, warszawska Manifa 2013

Po śmierci Jolanty Brzeskiej w prasie ukazały się liczne artykuły i felietony przedstawiające jej walkę o prawa lokatorów, których usiłują się pozbyć spadkobiercy i nowi właściciele domów, zasiedlonych w poprzednim systemie poprzez system kwaterunkowy. Sprawa śmierci Jolanty Brzeskiej nie została wyjaśniona. Na początkowym etapie śledztwa w 2011 rozważano zarówno hipotezę samospalenia, jak i zabójstwa. Policjant, który badał próbki pobrane z mieszkania Brzeskiej, zastrzelił się kilkanaście dni później.
Ujawniona w lutym 2013 ekspertyza biegłych wykluczyła hipotezę samobójstwa, prokuratura brała pod uwagę możliwość morderstwa, a wśród potencjalnych motywów wymieniano porachunki właścicieli lokali i kamieniczników. Śledztwo w sprawie pozbawienia życia Jolanty Brzeskiej zostało umorzone 8 kwietnia 2013 z powodu niewykrycia sprawców czynu zabronionego.
19 sierpnia 2016 minister sprawiedliwości i prokurator generalny Zbigniew Ziobro zapowiedział wznowienie śledztwa w sprawie zabójstwa Jolanty Brzeskiej i powierzenie go prokuraturze spoza Warszawy. Równocześnie wszczęto postępowanie wobec prokuratorów prowadzących wcześniejsze śledztwo „za rażące braki i zaniechania na pierwszym etapie śledztwa związanego z wyjaśnieniem okoliczności tragicznej śmierci Jolanty Brzeskiej”. Prokurator generalny zarzucił pierwszemu śledztwu przyjęcie błędnej kwalifikacji czynu, brak planu śledztwa, zaangażowanie niedoświadczonych prokuratorów i funkcjonariuszy, niedokładne oględziny na miejscu, gdzie znaleziono zwłoki oraz nieprzeprowadzenie wielu dowodów lub badanie ich długo po zdarzeniu. W sierpniu 2021 prokuratura kolejny raz umorzyła śledztwo z powodu niewykrycia sprawcy. Jednocześnie nie dopatrzyła się błędów we wcześniejszych działaniach policji i prokuratury.

## Kultura masowa i upamiętnienie

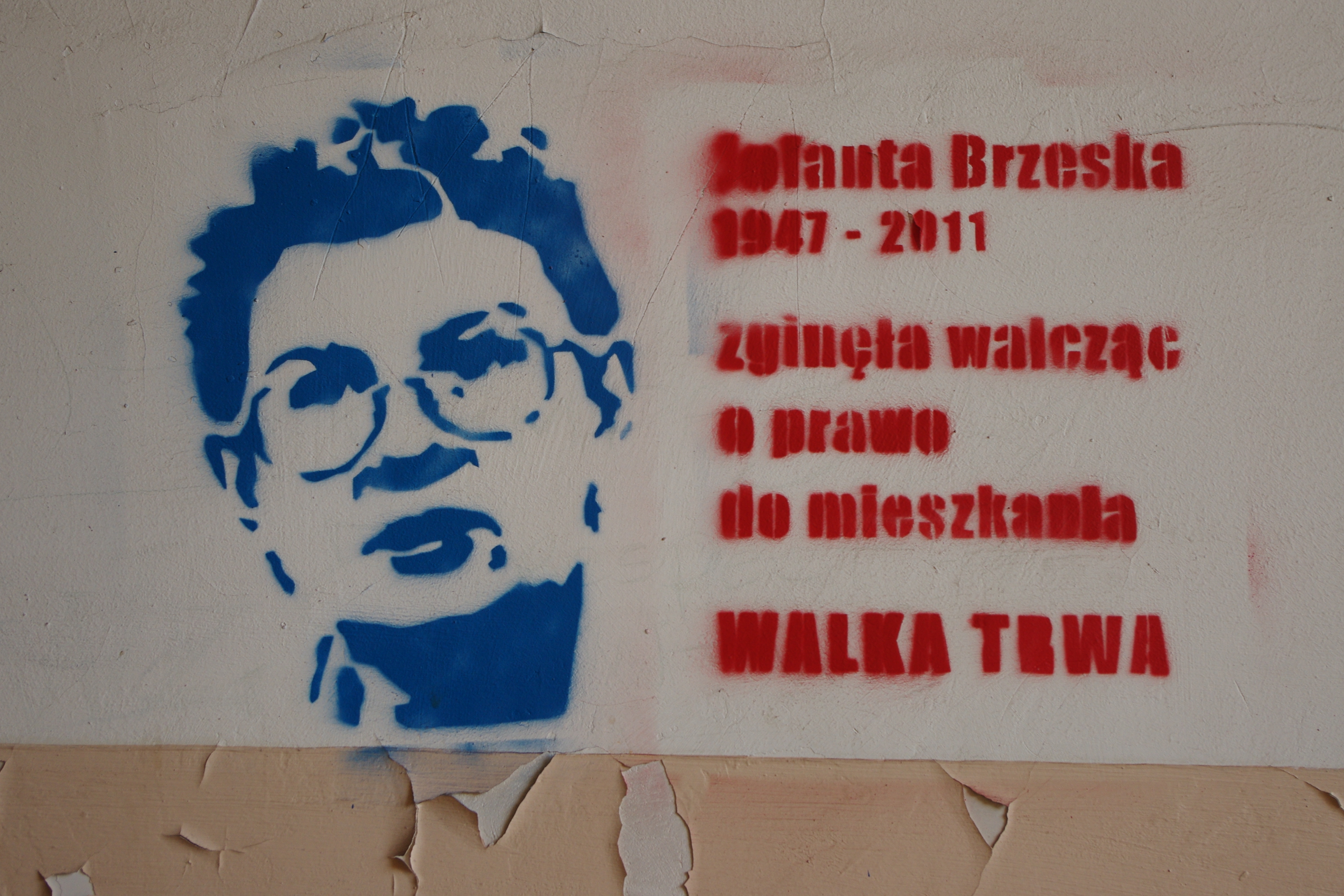
Graffiti upamiętniające Jolantę Brzeską na budynku przy ul. Wilczej 19 w Warszawie

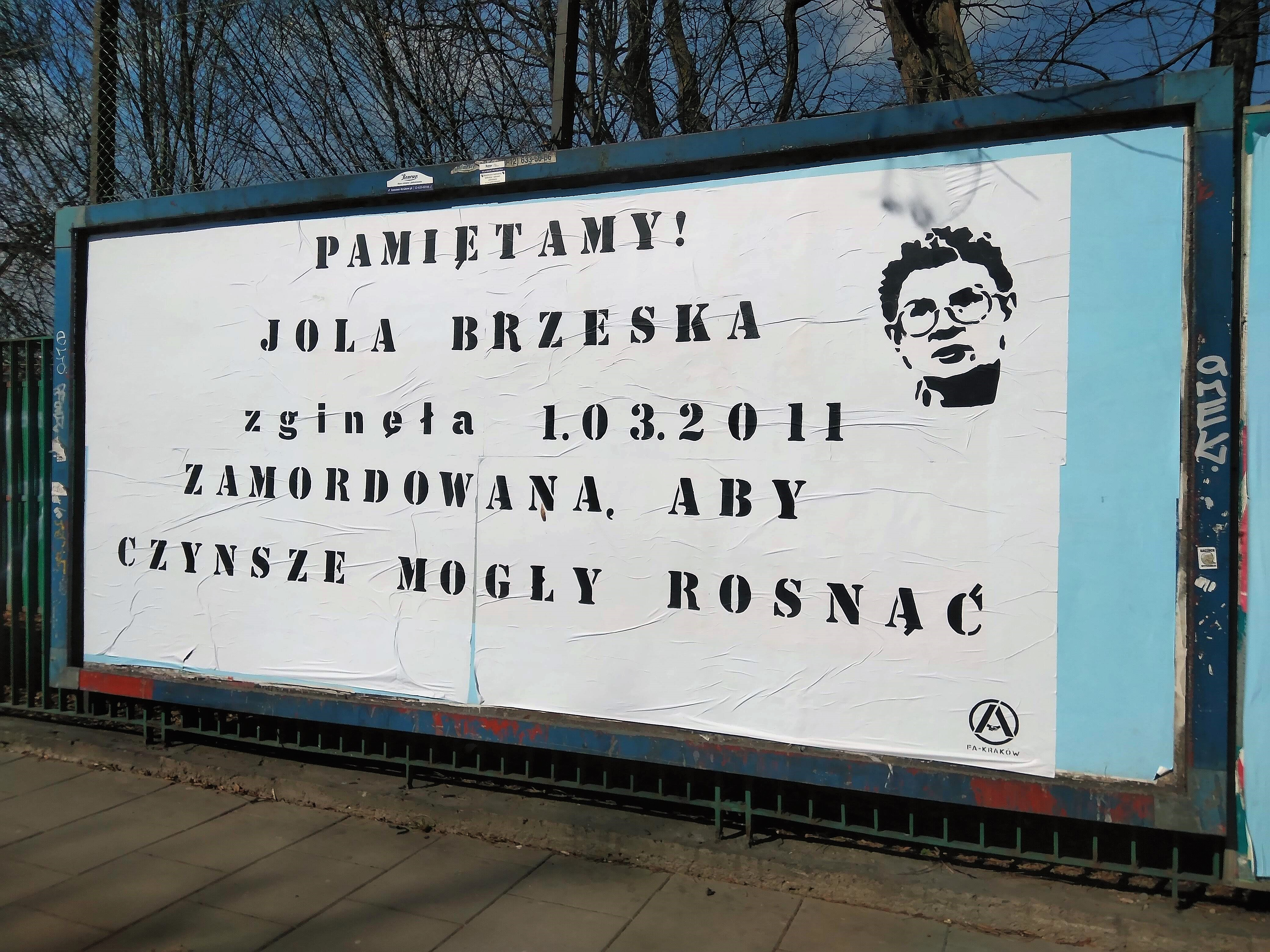
Upamiętnienie 10. rocznicy śmierci Jolanty Brzeskiej

- Jolanta Brzeska stała się ikoną walki o prawa lokatorów i symbolem ruchu lokatorskiego, jej portret jest wykorzystywany przez twórców graffiti, pojawia się też na transparentach podczas różnych demonstracji[19].
- 25 lutego 2012 w warszawskim Teatrze Dramatycznym miała miejsce premiera sztuki „Kto zabił Alonę Iwanowną?” w reżyserii Michała Kmiecika. Sztuka była inspirowana Zbrodnią i karą Dostojewskiego oraz historią Jolanty Brzeskiej[21][22].
- Jolanta Brzeska jest bohaterką piosenki i teledysku „Kto zabił Jolantę Brzeską” nakręconego przez duet Kopyt/Kowalski, który tworzą Szczepan Kopyt i Piotr Kowalski[23][24].
- Piosenkę poświęconą Jolancie Brzeskiej pt. „To jest piosenka o różnych rzeczach” napisał Pablopavo[25].
- Piosenkę poświęconą Jolancie Brzeskiej pt. „Wszystkich nas nie spalicie" nagrał zespół Kruschwitz[26]
- W szóstą rocznicę śmierci Jolanty Brzeskiej, 1 marca 2017 w Warszawie został otwarty skwer nazwany jej imieniem, położony u zbiegu ulic Zakrzewskiej i Iwickiej w dzielnicy Mokotów niedaleko ulicy Nabielaka, a na miejscu został także ustawiony kamień pamiątkowy[27].
- W 2017 dla Teatroteki powstało nagranie spektaklu „Spalenie Joanny” według tekstu Magdaleny Miecznickiej w reżyserii Agaty Baumgart[28].
- 25 lutego 2021 Sejm przyjął uchwałę upamiętniającą Jolantę Brzeską w 10. rocznicę jej zabójstwa[29].
- 10 czerwca 2021 otrzymała honorowe obywatelstwo Warszawy[30].
- Film „Lokatorka” z 2021 w reżyserii Michała Otłowskiego opowiada o aferze reprywatyzacyjnej i zabójstwie Brzeskiej. W rolę inspirowanej Brzeską postaci Janiny Markowskiej wcieliła się Sławomira Łozińska[31].
- Serial kryminalny „Informacja zwrotna” z 2023. W filmie osoba Jolanty Brzeskiej jest inspiracją dla przywoływanej w nim postaci zamordowanej Małgorzaty Kalskiej[32].